# Ralentisseur (route)
Pour les articles homonymes, voir Ralentisseur (poids lourd) et Dos d'âne.

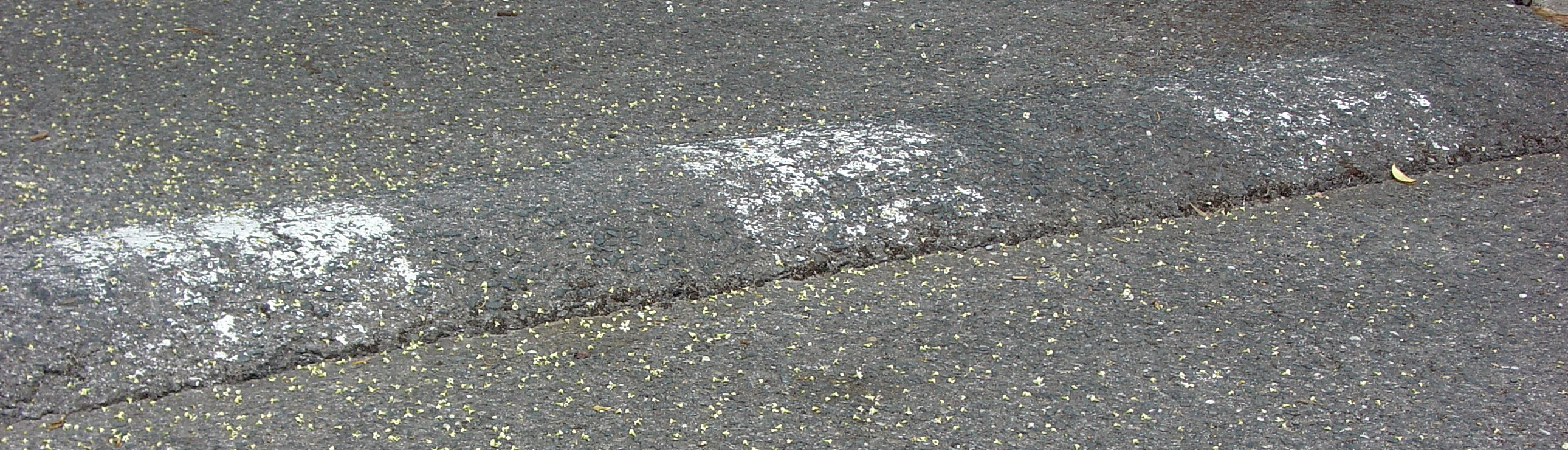
Un ralentisseur de type bande sonore en Australie.

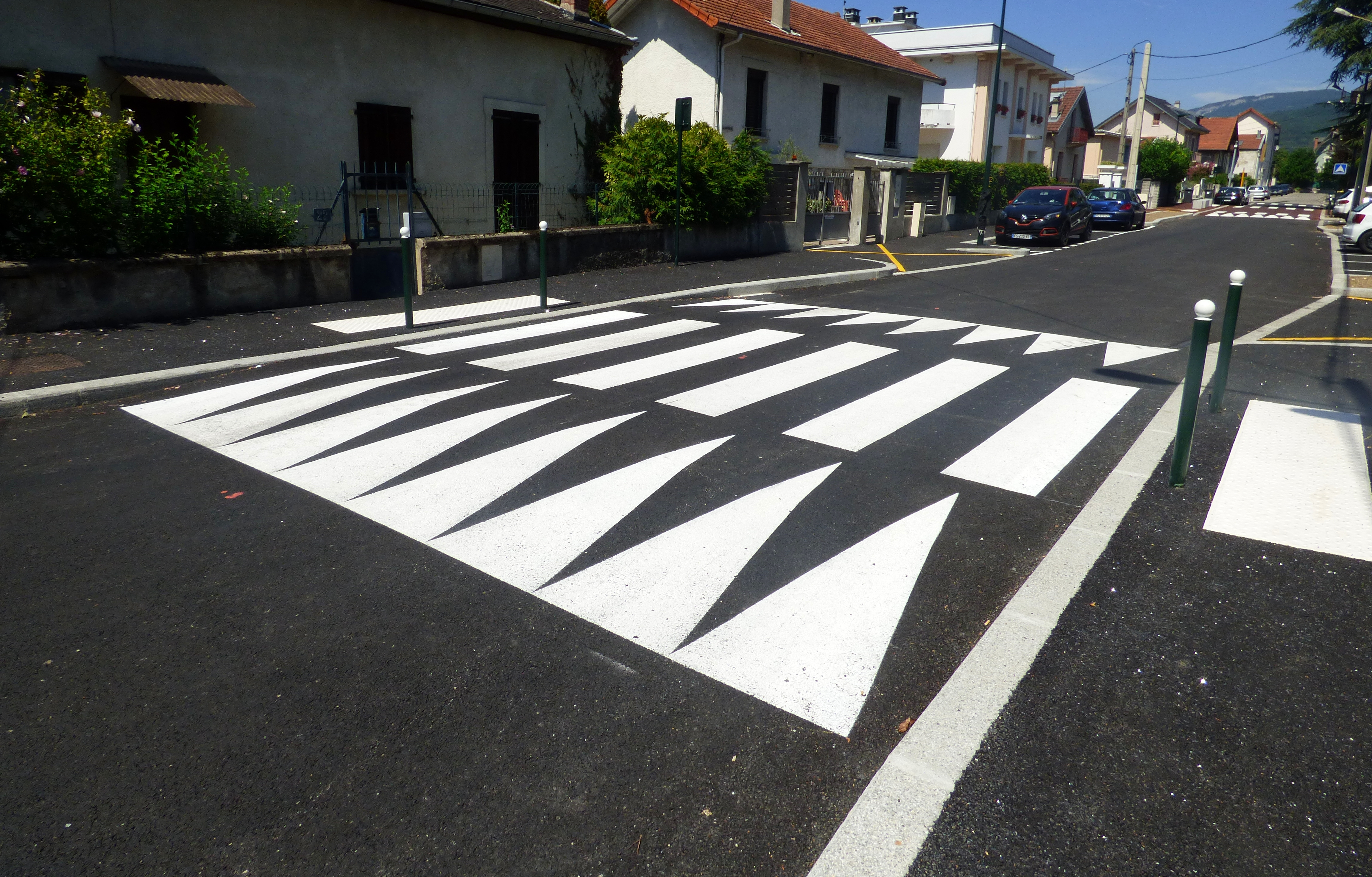
Un ralentisseur de type plateau, accompagné d'un passage pour piétons, aux abords d'une école.

Un ralentisseur est un ouvrage routier destiné à faire ralentir les véhicules circulant sur la voie équipée. Le but est d’atténuer les effets d'une vitesse trop élevée.

## Principe
Le ralentisseur se présente avec une pente, montante en entrée et descendante en sortie. À l'abord de celui-ci la vitesse horizontale du véhicule est en partie convertie en une force d’accélération verticale plus ou moins atténuée par les amortisseurs et la suspension. La sensation désagréable de cette force verticale peut être dissuasive et ainsi inciter ou contraindre le conducteur à anticiper un ralentissement avant d'aborder le ralentisseur.

### Emplacement
Les ralentisseurs et autres aménagements similaires sont placés aux endroits où la circulation des véhicules à plus de 30 km/h présenterait un danger pour les usagers vulnérables comme les piétons.
On en trouve par exemple aux abords des écoles ou dans les centres des villes où la vie locale est prépondérante. Certains sont situés avant les passages piétons. D'autres se trouvent dans les stationnement des centres commerciaux.
Les ralentisseurs sont toutefois des obstacles sur la chaussée et peuvent eux-mêmes être source d'accidents graves.
Sur les autoroutes, on peut rencontrer des bandes sonores juste avant les péages mais aucun autre type de ralentisseur, sauf en cas de travaux, pour des raisons de sécurité.
En 2024, il y a, en France, 450 000 ralentisseurs.

## Description et caractéristiques techniques
La largeur des ralentisseurs dépend de celle de la chaussée, leur longueur varie de quelques centimètres (pour les bandes sonores) jusqu’à quelques mètres pour les dos d’âne, voire des dizaines pour les « plateaux surélevés ».

### Types de ralentisseurs

#### Dos d’âne
Le ralentisseur de type dos d’âne (hauteur maximum 10 cm, longueur maximum 4 m) est le plus ancien des ralentisseurs, il est parfois appelé gendarme couché dans le langage populaire. Il doit être signalé par un panneau placé entre 10 m et 50 m en amont.
Trois triangles d'une hauteur de 2 m pour 70 cm de largeur sont implantés au niveau du rampant d'attaque.
En France, il est interdit de mettre en place un passage pour piétons sur les ralentisseurs de type dos d'âne, alors que ceux de type trapézoïdal en comportent obligatoirement au moins un. Mais il n’est pas interdit de mettre un passage pour piétons après le dos d'âne, par exemple 20 m après. Il est interdit à moins de 25 m d'un pont ou d'un tunnel. 

#### Ralentisseur trapézoïdal ou passage piéton surélevé
Le « trapézoïdal », est également surélevé de 10 cm et sa longueur est variable (de 2,5 à 4 m pour le plateau avec des rampants, ou pentes d'accès, d'une longueur comprise entre 1 et 1,4 m). D'ailleurs ce type de ralentisseur est le seul qui n'est pas signalé par des triangles blanc, mais par le marquage du passage piéton qui doit déborder de 50 cm sur les rampants de ce dernier.

#### Plateaux

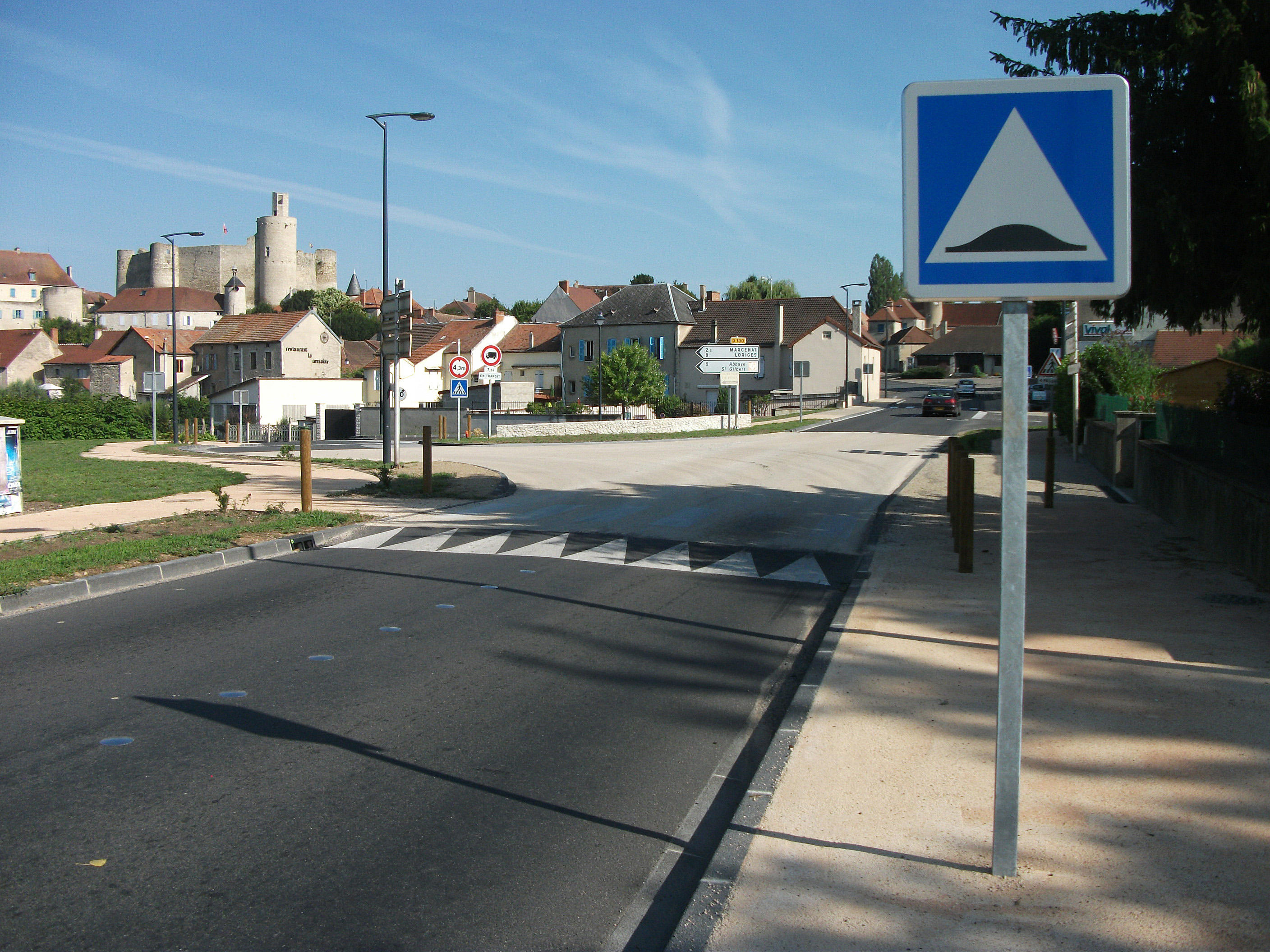
Plateau ralentisseur en France, caractérisé par le changement de couleur de la chaussée.

Le « plateau », est une surélévation de chaussée de 10 à 15 cm s'étendant sur 8 à 30 m de longueur (selon la recommandation du CEREMA) et occupant toute la largeur de la chaussée. La hauteur du plateau dépend généralement de la hauteur des bordures utilisées car la hauteur du plateau correspond à la hauteur du trottoir moins 2 cm, sans pour autant pouvoir dépasser 15 cm. Le plus souvent la hauteur d'un plateau sera de 12 cm car les bordures les plus couramment utilisées sont des bordures T2 de 14 cm de hauteur. Les rampants de part et d’autre doivent être compris entre 5 et 10% et être < 7% en cas de présence d'une ligne de bus régulière. Ce type de ralentisseur est signalé par des triangles blanc de longueur inférieur à 2 m et de largeur 70 cm sur la totalité de la largeur de la chaussée positionnés sur le rampant ou à l'avant en cas de revêtement claire ne permettant pas une visibilité suffisante. Le marquage d'un passage piéton est possible dans les rues à trafic élevé et dans les lieux sensibles pour les piétons. En zone 30 le marquage d'un passage piéton est facultatif, voir déconseillé. Un changement de traitement du revêtement de la chaussée peut-être réalisé pour renforcé la visibilité de l'ouvrage.

#### Coussin

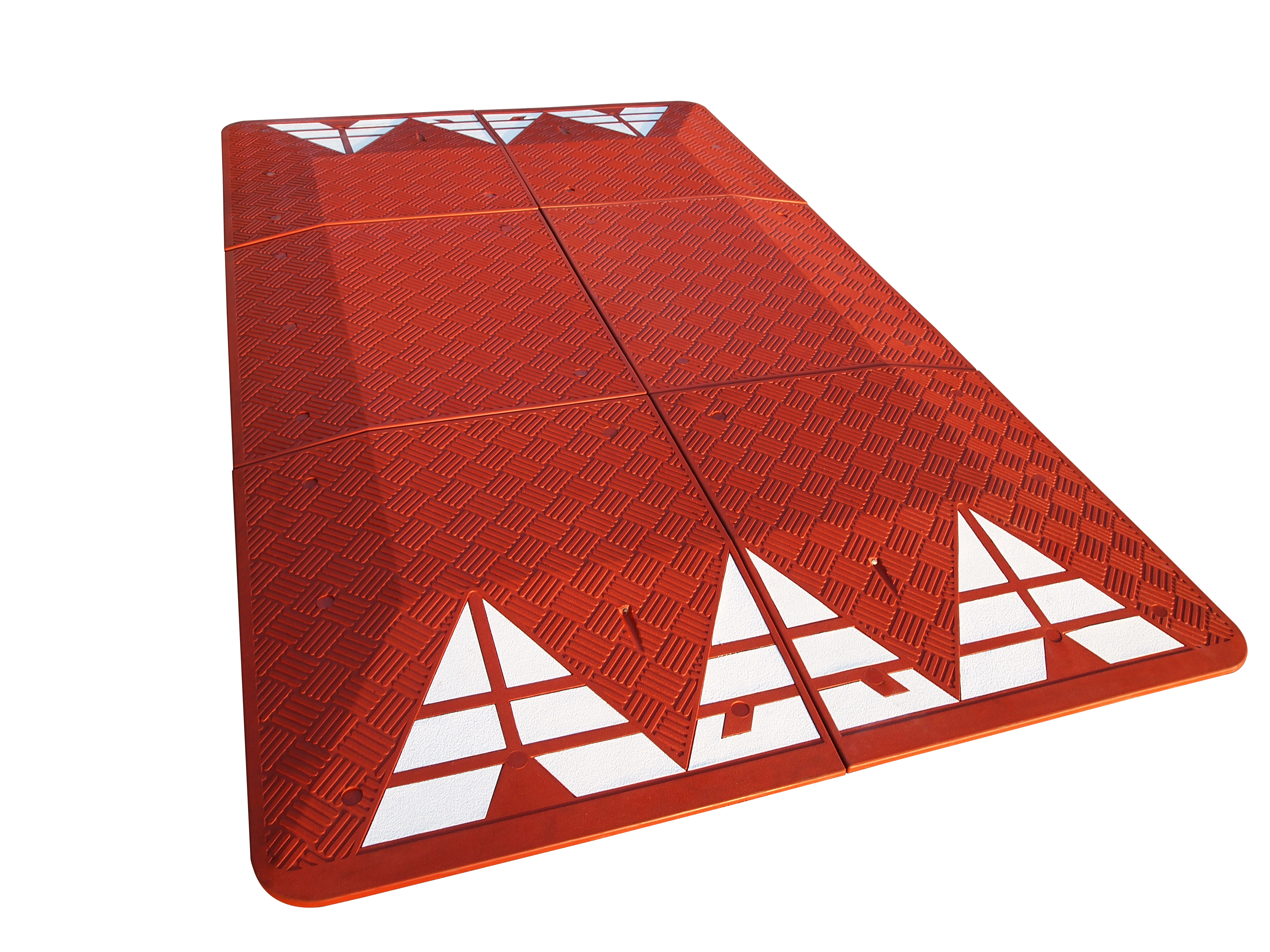
Coussin berlinois en caoutchouc vulcanisé.

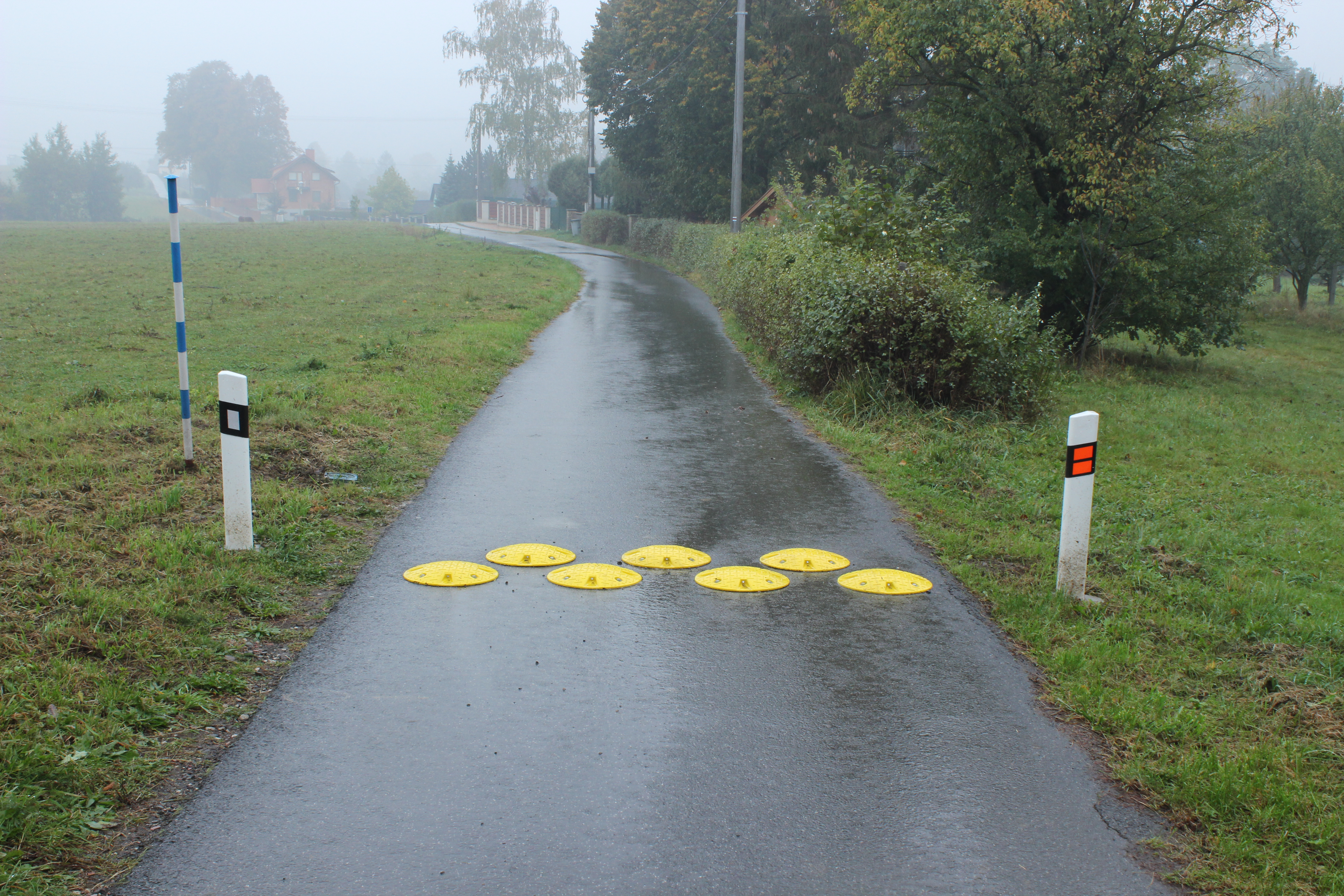
Ralentisseur à Hodslavice en République tchèque.

Le coussin (ou coussin berlinois) est assez récent et est une forme dérivée du plateau : c’est une plaque carrée surélevée (hauteur 6  à   7 cm, largeur 1,80 m environ), souvent blanche pour être repérée, posée sur une voie à la fois (si la route est à double sens, il y en a deux, etc.) avec quatre bords obliques. Elle oblige le conducteur d’un véhicule léger à ralentir à 30 km/h car les roues de droite ou de gauche doivent monter sur le coussin. Le conducteur d’un véhicule lourd ou d’un car peut en revanche éviter la montée sur le coussin en passant les roues juste de part et d'autre du coussin, mais pour bien viser le conducteur doit ralentir fortement, à 30 km/h également.

#### Surélévation partielle
Peu courant (expérimenté par la ville de Grenoble à partir de 2007) ce type d'aménagement est le 3e équipement présenté par Le Guide des coussins et plateaux. Cet aménagement est implanté au niveau d'un carrefour et d'apparente à un gros coussin avec un espace disponible entre l'ouvrage et le trottoir de 1 à 1,20 m.

#### Bande sonore
La bande sonore, comme son nom l’indique, est une bande perpendiculaire à la voie comme le dos d’âne mais beaucoup plus fine et moins haute (hauteur inférieur à 15 mm, largeur 50 cm). Sa particularité est d’émettre un bruit sourd à chaque passage d’un essieu de voiture (d’où leur qualification). Elles sont en groupes successifs de trois à six pour pouvoir faire effet dans l’esprit du conducteur.

#### Créneau, chicane et écluse

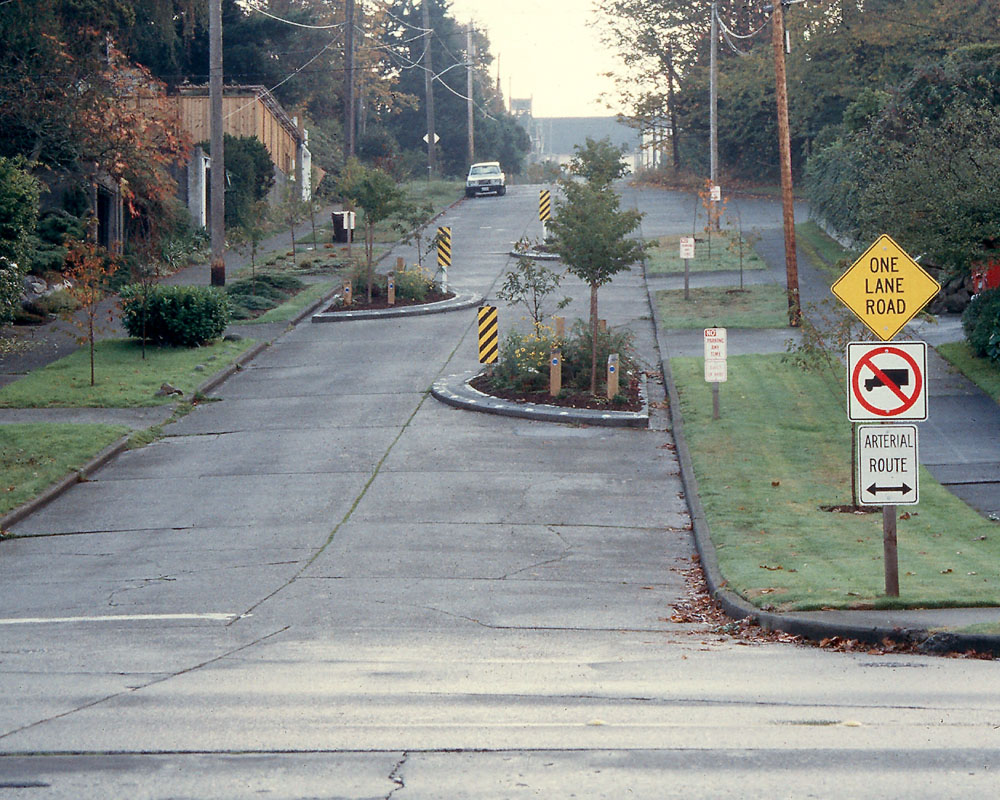
Une chicane sur la voie publique, dans une zone résidentielle aux États-Unis.

Il existe différents types de ralentisseurs.
- La chicane : déformation courte mais volontaire du tracé de la route. Une voie en ligne droite est remplacée surtout aux abords des écoles par une chicane d’une cinquantaine de mètres environ. Elle oblige à ralentir du fait des deux tournants serrés, et ce d'autant plus que le gabarit du véhicule est important (et donc réputé dangereux), ce qui permet d’augmenter la sécurité sans inconfort notoire pour les usagers.
- L’écluse : réduction de la largeur de la chaussée (à 3,50 m par exemple) par la création d’avancées du trottoir de chaque côté, de sorte qu’un seul véhicule peut passer, l’autre venant du sens opposé devant attendre. L’écluse est parfois dotée de pistes latérales (appelé bypass cyclable), de chaque côté, pour éviter aux cyclistes d’emprunter la chaussée centrale. Ce type d'aménagement n'est pas recommandé en cas de circulation pendulaire (lorsque la fréquentation des sens de circulation est fortement disproportionnée).
- L'écluse double : formée par des avancées de trottoir alternativement à droite et à gauche, distantes de 15 à 17 m (la distance peut être plus grande mais l'ouvrage perdra alors son effet modérateur)[11]. Ce type d'aménagement permet de combiner les avantages de l'écluse et de la chicane.

#### Ralentisseurs dans les croisements

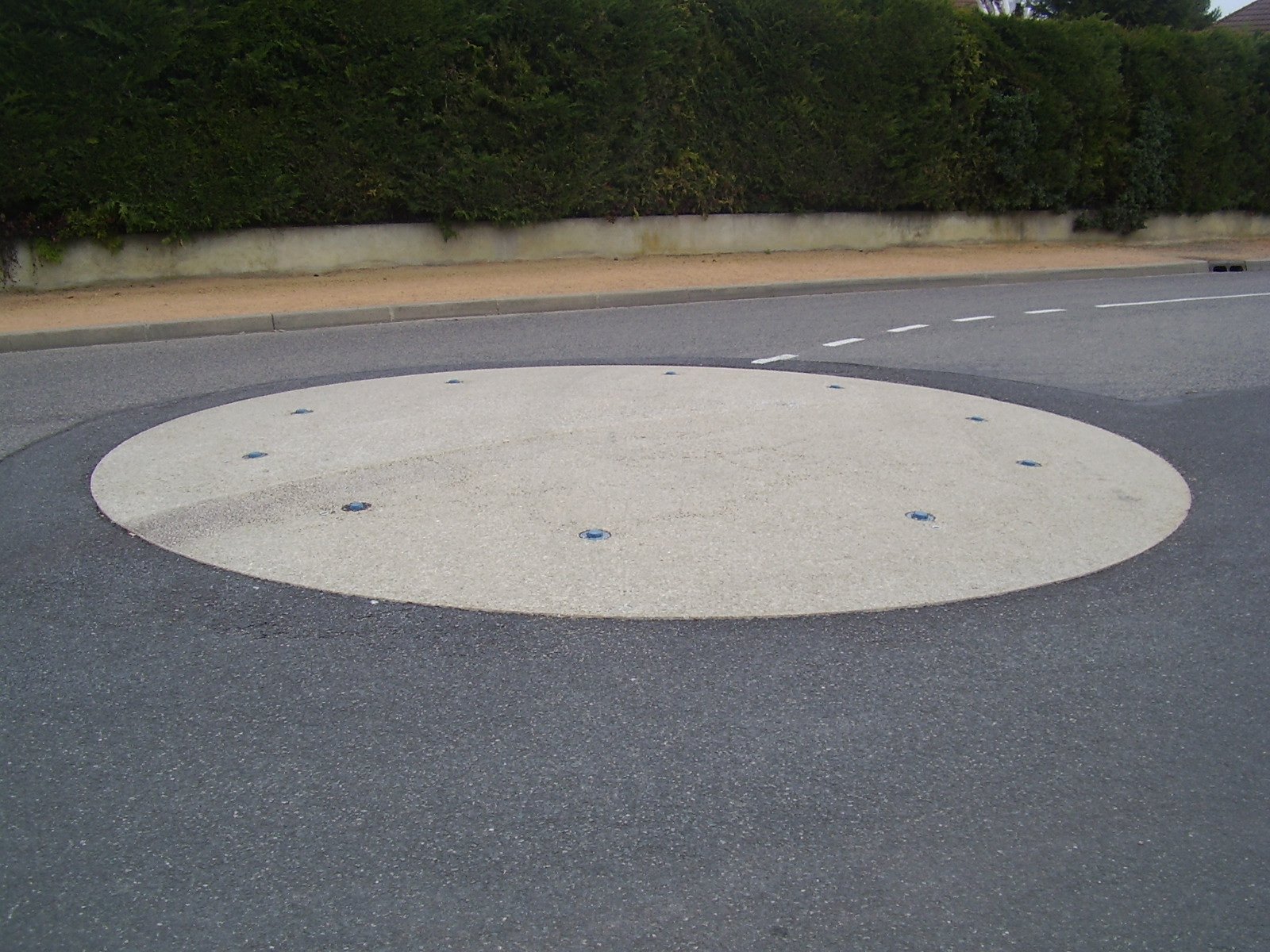
Mini rond-point en France.

La courbe serrée est une autre déformation volontaire de la route, aux abords des carrefours par exemple pour obliger l'automobiliste à ralentir pour éviter de subir la force centrifuge.
Le carrefour giratoire, appelé rond-point en langage populaire, où la mise en place d’un îlot central à un endroit précis permet de réduire la vitesse des véhicules arrivant. Dans certains cas, le giratoire constitué d’une calotte bombée franchissable, il est appelé dans ce cas « mini-giratoire » : il est donc possible de le chevaucher ou de le franchir complètement (notamment les poids lourds).

#### Assiette de Cologne

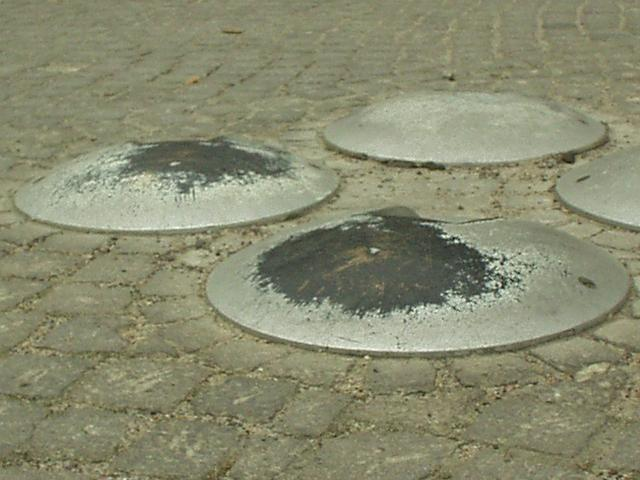
Assiettes de Cologne dans les rues de Berlin.

Il s'agit de plaques métalliques de formes bombées disposées à plusieurs.

## Critiques

### Pollution et surconsommation
La ligue de défense des conducteurs en partenariat avec l’association Pour Une Mobilité Sereine et Durable et L'Automobile magazine a réalisé une étude sur les nuisances provoquées par les ralentisseurs hors normes. L'étude révèle une augmentation de la consommation de carburant (26 à 28%), de la production de CO2, des nuisances sonores ainsi que des chocs subis par la colonne vertébrale des conducteurs,,.
Une étude a révélé que dans une rue du nord de Londres avec une limite de vitesse de 20 miles par heure (32 km/h ; 8,9 m/s) et équipée de bosses, une voiture à essence produisait 64% plus de dioxyde d’azote (NO2-) que dans une rue similaire de 32 km/h équipée de coussins de route. Il a également produit 47 % plus de matières particulaires (PM) et près de 60 % plus d’émissions de monoxyde de carbone (CO).
Une autre étude a estimé que, pour une automobile privée, l’augmentation de la consommation de carburant due à un passage sur un dos d’âne est responsable d’un gaspillage de carburant de 10 ml.

### Bruit
En 2023, des habitants de la ville de Jumet se sont plaints du bruit générés par un ralentisseur.

### Dangerosité
Le coussin berlinois est réputé dangereux par les conducteurs de deux-roues, surtout par temps de pluie car le risque de glisser est présent. Ce risque est renforcé lorsque le matériel n’est pas homologué, comme les matériels en caoutchouc vulcanisé, non visés par la norme régissant ces matériels.
Les ralentisseurs sont accusés par l'Allgemeiner Deutscher Fahrrad-Club de causer des accidents envers les cyclistes.

### Désavantages
Les ralentisseurs sont critiqués pour leur tendance à :
- empêcher les services de secours de se déplacer facilement[20] ;
- dévier le trafic routier vers les zones où le trafic est moins élevé (par exemple des zones résidentielles).

## Normes en fonction des pays

### Allemagne
Dès le milieu des années 1970, l'Allemagne a expérimenté des dos d'âne s'inspirant de ceux utilisés aux Pays-Bas.
Si les dos-d’âne ont permis de diminuer la vitesse dans certaines villes, d'autres n’ont pas eu l’effet escompté et ont été partiellement démantelés. Certains ralentisseurs ne sont vus que tardivement par les conducteurs et les cyclistes et le choc qu’ils causent est perçu comme désagréable même à basse vitesse. Dans certains cas, la réduction souhaitée du bruit et des polluants ne se produit pas, car les conducteurs freinent avant le dos-d'âne et accélèrent à nouveau derrière lui. En outre, il peut y avoir des changements de circulation indésirables, car les conducteurs évitent la route équipée de ralentisseurs et passent à d’autres routes. Certains seuils courts peuvent endommager le véhicule lorsqu’il est renversé. Il en résulte des demandes de dommages et intérêts. Il est donc prévu que les dos-d'âne ne doivent être utilisés que lorsqu’il y a peu de trafic et accompagnés d’autres mesures d’apaisement de la circulation.
Des actes de vandalismes ont été répertoriés sur des ralentisseurs,.
En 2017, un homme de 41 ans est mort après avoir trébuché sur un ralentisseur de type assiette de Cologne. En conséquence, trois employés du bureau de gestion de la circulation de la ville ont reçu un avertissement avec une réserve de sanction (de) et le fabricant à dû éditer des normes de sécurité,.

### Belgique
En Belgique, depuis le 9 octobre 1998, un arrêté royal fixe les conditions d'implantation des dispositifs surélevés sur la voie publique destinés à limiter la vitesse maximale à 30 km/h et les prescriptions techniques auxquelles ceux-ci doivent satisfaire.
|                                             | Plateau trapézoïdal | Plateau à accès sinusoïsal |
| ------------------------------------------- | --- | --- |
| hauteur                                     | 10,0 ou 12,0 cm ; maximum de 15,0 cm et minimum 8,0 cm Tolérance : ± 2 cm en un point particulier ; ± 1 cm sur la moyenne du profil en long ; | 10,0 ou 12,0 cm ; maximum 15,0 cm et minimum 8,0 Tolérance : ± 2 cm en un point particulier ; ± 1 cm sur la moyenne du profil en long ; |
| longueur                                    | >5 mètres sur voirie non fréquentée >8 mètres sur voirie fréquentée                                                                           | >5 mètres sur voirie non fréquentée >8 mètres sur voirie fréquentée                                                                     |
| adhérence                                   | non précise | non précise |
| coefficient de frottement (coefficient SRT) | non précise | non précise |

### Brésil
L'article 94 du code de la route brésilien interdit « l’utilisation d’ondulations transversales et de sonorisateurs comme réducteurs de vitesse, sauf en cas particuliers définis par l’organisme ou l’entité compétent, dans les normes et critères établi par CONTRAN ».

### Canada

#### Québec
À Montréal, toute demande de dos d’âne doit être analysée par l’arrondissement. Ce dernier peut décider d’implanter d’autres mesures d’apaisement de la circulation, telles que : 
- marquage au sol réduisant la largeur des voies de circulation ;
- bollards ou bacs de fleurs réduisant la largeur des voies de circulation ;
- autorisation de stationner sur 1 ou 2 côtés de la voie de circulation ;
- stèles de vitesse ;
- optimisation de la signalisation ;
- îlots de contournement ;
- refuge pour piétons aux intersections ;
- saillies de trottoir ;
- surveillance policière ;
- inversion de sens de la circulation ;
- proposition d’un réseau fluide de collectrices et d’artères pour éviter le recours aux raccourcis par des secteurs résidentiels.

#### Colombie-Britannique
Il n'y en a pas.[réf. nécessaire]

### Espagne
En Espagne, depuis 2008, l'installation des réducteurs de vitesse et de bandes transversales sur le réseau routier de l’État est régie par une instruction technique,.

### France
Il existe en France deux grandes familles de ralentisseurs utilisable sur la voirie publique.
Les ralentisseurs régis par la norme NF 98-300 et qui sont des dispositifs plutôt ancien (ralentisseur de type "dos d'âne" et "trapézoïdal") de moins en moins utilisé car leur implantation est très réglementée. Ils ne doivent pas dépasser 10 cm de hauteur, doivent occuper la largeur totale de la chaussée et la longueur du « plateau » doit être comprise entre 2,5 et 4 m de long.
L'autre famille d'aménagements utilisés pour modérer la vitesse sont les plateaux et les coussins berlinois. Ces surélévations de chaussée sont quant à elle régies par un guide de référence édité par le Centre d'études sur les réseaux, les transports, l'urbanisme et les constructions publiques (CERTU), Le Guide des coussins et plateaux.
À la suite de la question écrite no 55273 posée le 14 juillet 2009, il est aujourd'hui demandé que la mesure d'adhérence SRT (selon la norme NF EN 13036-4) pour l'ensemble de ces quatre type d'aménagement soit supérieure à 0.45 par temps sec et mouillé (contrairement aux équipements plus anciens qui n'étaient pas testés). Depuis 2009 les coussins berlinois neufs ou existants doivent être conformes à la norme NF EN 13036-4 et ainsi respecter une mesure d'adhérence SRT d'au moins 0.45.
On peut également noter l'existence d'autres aménagements de voirie qui ont également pour but de faire diminuer la vitesse.
Les bandes transversales (bandes rugueuses ou sonores, vibreurs), qui ne sont pas normées, mais dont les caractéristiques doivent être conformes à la note d'information les bandes rugueuses éditée par le SETRA de juillet 1986.
Les déviations de trajectoire (chicanes) ou des rétrécissements de chaussée (écluses) sont quant à eux réglementés par les recommandations du Guide des chicanes et écluses sur voiries urbaines également édité par le CERTU.

#### Législation
En France, les ralentisseurs de type dos d'âne ou de type trapézoïdal sont soumis au décret 94-447 du 27 mai 1994 (NOR : EQUS9400480D) pour leur implantation et à la norme NF 98-300 pour leur construction. Ils ne peuvent être placés qu'en agglomération, sur des sections dont la vitesse est limitée à 30 km/h ou en zones 30. L'implantation d'un ralentisseur (dos d'âne ou trapézoïdaux) est interdite à proximité des virages et des ouvrages d'art, elle est autorisée si le trafic ne dépasse pas 3 000 véhicules par jour en moyenne annuelle et sur les voies dont la déclivité ne dépasse pas 4 %. 
Selon les associations Pour une Mobilité Sereine et Durable (PUMSD) et la Ligue de Défense des Conducteurs, plus de 450 000 ralentisseurs seraient non conformes aux règles en vigueur, soit près de 90 % du total estimé en France. 
Dans sa décision du mois d'octobre 2023, le Conseil d’État rappelle que les collectivités locales sont tenues de respecter le décret de 1994.
Le 27 mars 2025, le Conseil d’État a reconnu l’illégalité d'environ 400 000 ralentisseurs sans ordonner leur destruction ou mise en conformité. 

#### Normes d'installation et de construction
La norme NF P 98-300 de juin 1994 s'applique pour les ralentisseurs routiers de type dos d'âne ou de type trapézoïdal. À la date de publication de cette norme, il n'existe pas de norme ou de projet de norme européenne ou internationale sur le sujet. La norme NF P 98-300 définit des contraintes géométriques.
| Caractéristique                             | Plateau                                                                     | Dos d'âne                               |
| ------------------------------------------- | --------------------------------------------------------------------------- | --------------------------------------- |
| hauteur                                     | 0,10 m ± 0,01 m                                                             | 0,10 m ± 0,01 m                         |
| longueur                                    | entre 2,50 m et 4 m, à 5 % près auquel ajouter des rampants entre 7% et 10% | 4 m ± 0,20 m                            |
| adhérence                                   | compatible avec les vitesses pratiquées                                     | compatible avec les vitesses pratiquées |
| coefficient de frottement (coefficient SRT) | ≥ 0,45                                                                      | ≥ 0,45                                  |

Les dispositifs de type « coussin berlinois » en caoutchouc vulcanisé sont, depuis la réponse ministérielle de 2009, obligés de prouver une mesure d'adhérence SRT (selon la norme NF EN 13036-4) supérieure à 0,45 par temps sec et mouillé.
L'arrêt rendu le 30 avril 2024 par la cour administrative d'appel de Marseille stipule que les règles décrites dans les sept articles du décret n°94-447 doivent être respectées à la lettre pour l'implantation de tous les types de ralentisseurs connus à ce jour. Le guide regroupant les recommandations du Centre d'études et d'expertise sur les risques, l'environnement, la mobilité et l'aménagement (CEREMA) — anciennement Centre d'études sur les réseaux, les transports, l'urbanisme et les constructions publiques (CERTU) — sur lequel se basait certains maires et collectivités n'a aucune valeur ni réglementaire ni normative,,.
Différent guides et recommandations ont été émis par le passé par le CERTU :
- le « Guide des coussins et plateaux » de juillet 2010 (remplaçant celui de novembre 2000) réalisé et édité par le CERTU qui donne les recommandations techniques pour la conception et l'implantation des plateaux et coussins est l'ouvrage de référence pour ce type d'aménagement. À noter que le CERTU met également sur son site internet à disposition gratuitement de nombreuses fiches techniques sur les ralentisseurs. Ce guide (comme indiqué en page 3) n'a aucune valeur réglementaire et engage pénalement et civilement tout élu qui en suit les recommandations, ces dernières étant contraires à la loi (décret 94-447 + norme NF 98-300)[42] ;
- le « Guide des chicanes et écluses sur voiries urbaines »[11] de 2012 également édité par le Centre d'études sur les réseaux, les transports, l'urbanisme et les constructions publiques (CERTU) donne les recommandations techniques pour la conception et l'implantation des chicanes et écluses ;
- « Savoir de base en sécurité routière CERTU » - Fiche no 3 de décembre 2008 : « Maitrise des vitesses par l'aménagement »[43] : Reprend les recommandations techniques des chicanes, mini-giratoire, ralentisseurs dos d'âne et trapézoïdal, coussin et plateau ;
- Petits aménagements de sécurité CERTU - Fiche no X 04 de novembre 2003 : « Plateau surélevé »[44] ;
- Petits aménagements de sécurité CERTU - Fiche no VI 03 de septembre 2006 : « Aménagement des abords d'une école » (plateau)[45] ;
- Petits aménagements de sécurité CERTU - Fiche no VI 01 de décembre 2009 : « Chicanes pour la sécurité des piétons et des écoles »[46].

Nouveau plateau
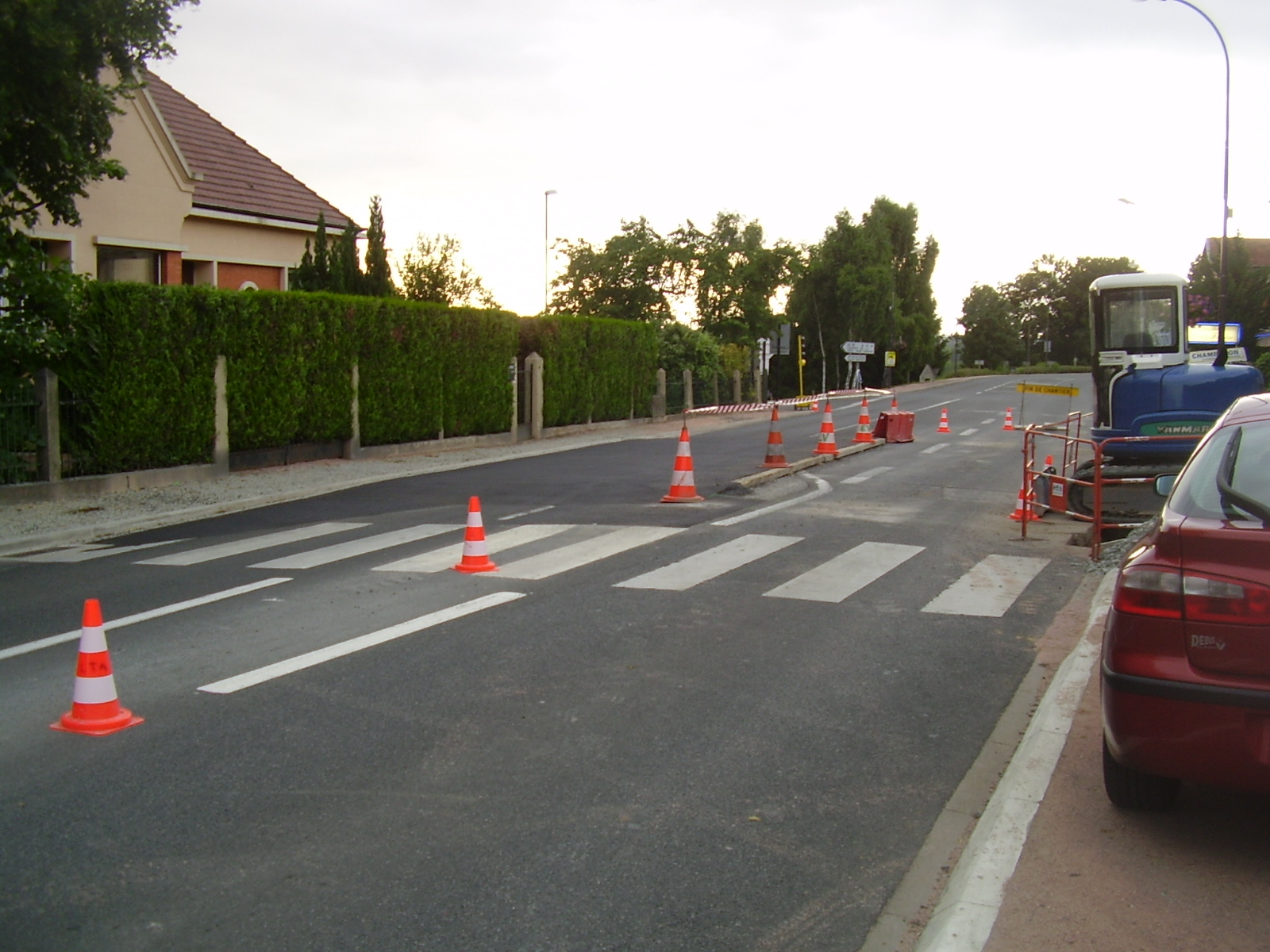
Construction d'un ralentisseur.
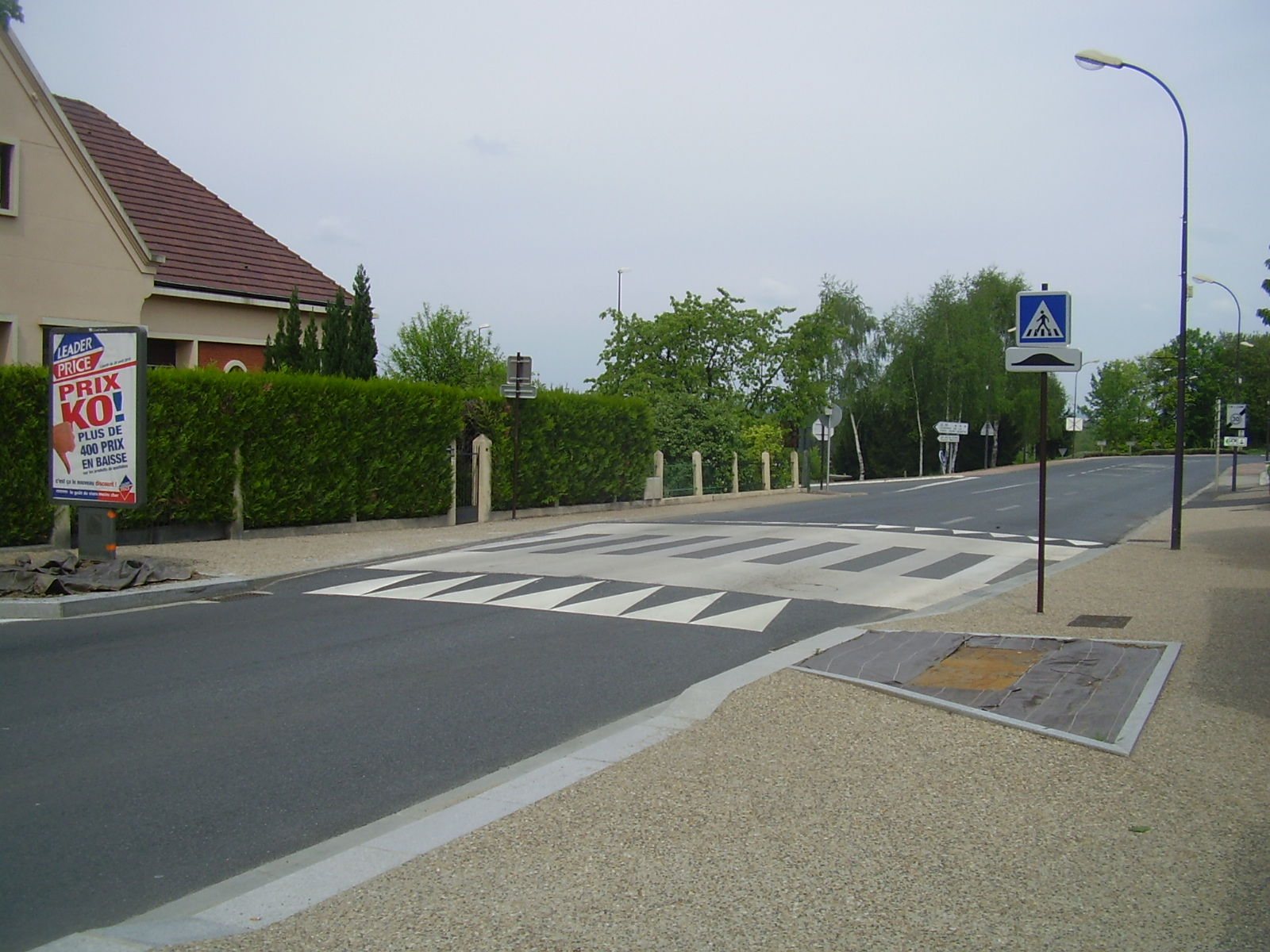
Le même ralentisseur en service.

Une jurisprudence concernant l'illégalité du guide d'installation "coussins et plateaux" édité par le CEREMA a notamment été établie en janvier 2021.

#### En cas de non-conformité
Il appartient à la commune de vérifier l'homologation du dispositif qu'elle souhaite installer et de vérifier sa conformité par rapport à la loi (décret 94-447) pour le choix de son implantation, et à la norme NF 98-300 lors de la construction ou les guides de référence édité par le CEREMA. En effet, la responsabilité civile et pénale du maire peut être engagée en cas d'accident provoqué par un dispositif ne respectant pas la réglementation en vigueur.

##### Cas du Var
En 2018, l'association « Pour une mobilité sereine et durable »,, basée dans le département du Var, a assigné en justice la métropole toulonnaise TPM et le conseil départemental du Var pour la mise en conformité par destruction d'environ 1 700 ralentisseurs non conformes et donc illégaux selon ces dires (en effet cette association soutient que seuls les ralentisseurs de type "dos d'âne" et "trapézoïdal" sont réglementaires car régis par une norme). Tout aménagement ne respectant pas les recommandations techniques de référence pourra être jugé illégal et la responsabilité de la collectivité pourra être mise en cause.
À la suite de la saisine du Conseil d'État par l'association « Pour une mobilité sereine et durable » et la Fédération française des motards en colère du Var, en juin 2022, celui-ci a décidé de casser l'arrêt rendu par la cour administrative d'appel de Marseille en avril 2022 et renvoie l'affaire devant cette même cour pour « insuffisance de motivation ».
Le 11 juillet 2024, le tribunal administratif de Toulon condamne le conseil départemental du Var à détruire deux ralentisseurs sur la D 952 à Vinon-sur-Verdon, au motif qu'ils ne sont pas conformes à la loi,.

#### Cas de Saint-Jean-le-Vieux
Le 17 décembre 2019, le maire de la ville de Saint-Jean-le-Vieux (Ain), à la suite d'un sinistre très important sur une voiture, a été condamné par le tribunal administratif de Lyon à détruire ledit ralentisseur dont la hauteur culminait à 19 cm (au lieu de 10 ± 1 cm) et était implanté sur une route départementale où circulent près de 8 000 véhicules par jour (au lieu des 3 000 maximum),.
Le 11 février 2021, le juge a arrêté que le comptage du département réalisé à 6,8 kilomètres du ralentisseur et indiquant 7 099 véhicules par jour est meilleur que le comptage de la mairie réalisé avec un radar pédagogique au niveau du ralentisseur sur une période de 65 jours avec constat fait par huissier et indiquant un trafic moyen inférieur à 2 300 véhicules/jour confirmé par le département. De ce fait, le trafic est supérieur au seuil de 3 000 véhicules par jour prévus par décret de 1994 et ne permet pas la mise en œuvre de ce passage piéton sur cette route départementale.

« Le tribunal en a déduit, par l'article 1er de son jugement, que l'injonction adressée à la commune tendant à faire supprimer le ralentisseur en cause impliquait soit sa destruction pure et simple, soit sa transformation en un autre dispositif conforme à la réglementation. »

— Cour administrative d'appel de Lyon, 11 février 2021
Il faut savoir que les guides du CEREMA (ex-CERTU) n'ont aucune valeur réglementaire, et donc juridique, un avertissement en ce sens est présent en préface afin d'éviter aux auteurs toute poursuite judiciaire, il est nécessaire de consulter les lois en vigueur avant toute installation. À ce titre, les tribunaux condamnent systématiquement tous les élus qui dans le cadre d'installations ou dans leur dossier de défense, s'y réfèrent. C'est le cas du jugement du maire de Saint-Jean-le-Vieux (Ain) mais aussi de toutes les condamnations déjà prononcées et confirmées en appel. Le CEREMA considère qu'après le jugement de la cour d'appel de Lyon du 11 février 2021, son guide coussin et plateau est toujours valable, mais que d'autres normes s'appliquent également.

#### Autres procédures
Le 22 septembre 2022, après avoir mis en demeure l'État, Élisabeth Borne Première ministre, Christophe Béchu ministre de la Transition écologique et Clément Beaune ministre des Transports, l'association « Pour une mobilité sereine et durable » (PUMSD) lance simultanément trois démarches contentieuses : un recours devant le tribunal administratif de Paris contre l'État pour manquement à ses obligations de lutte contre la pollution atmosphérique et les émissions de gaz à effet de serre et de particules fines, un recours devant le Conseil d'État visant à annuler deux arrêts de CAA de Marseille jugeant le guide du CEREMA « coussins et plateaux » supérieur au décret no 94-447 et à sa norme NF 98-300, et enfin une plainte pénale devant le Cour de justice de la République (CJR) à l'encontre des trois ministres précités pour « mise en danger délibérée de la vie d'autrui » par manquement grave à leurs obligations de respect de la réglementation en vigueur et de lutte contre la pollution atmosphérique, aux particules fines et aux émissions de gaz à effet de serre[réf. nécessaire].
Certains ralentisseurs non conformes doivent ainsi être retravaillés notamment dans le Var,.
Dans le Var, une plainte pénale pour mise en danger d'autrui, déposée en septembre 2020 par l'association Pour une mobilité sereine et durable est depuis décembre 2020 en cours d'instruction par une juge et vise 154 élus du département (maires, présidents de métropole et de département). Les auditions sont en cours et se poursuivront encore quelques mois.
Dans la nuit du 22 au 23 avril 2022, un ralentisseur de type coussin berlinois a été volé dans la commune de Plan-d'Aups-Sainte-Baume dix jours après avoir été posé.

#### Interdiction ministérielle des coussins berlinois
En 2009 dans une réponse ministérielle, le ministre des transports a interdit l'utilisation des coussins berlinois sur les voies publiques pour cause de danger avéré (très glissant par temps humide, dégradation très rapide et très mauvais ancrage sur la route).
En France, il est déconseillé de placer des coussins berlinois trop près de l'entrée ou de la sortie d'un croisement.

#### Jurisprudence française de 2023 et 2024
En avril 2024, un arrêt de la cour administrative d'appel de Marseille, faisant jurisprudence, fixe des normes précises pour les ralentisseurs, obligeant les communes à s'y conformer pour la taille et la forme. Il s'agit de limiter les dos d'âne à moins de 4 mètres de longueur et 10 centimètres de hauteur. Cela peut imposer de détruire ou remplacer des ralentisseurs.
Le Cerema compte soutenir la Direction générale des Infrastructures, des Transports et des Mobilités (DGITM) en 2024 sur l'évolution de la réglementation pour limiter le contentieux pour les collectivités.

### Italie
L'article 42 alinéa 2 du code la route italien décrit les ralentisseurs comme des Segnali complementari (signaux supplémentaires).

### Japon
L'article 31-2 de l'ordonnance de construction routière (ja) stipule que le ralentisseur : 
- ne fasse pas plus de 10 cm ;
- la pente soit d'environ 5 % (8 maximum) et soit lisse ;
- le plateau ne fasse pas moins de 2 m[68].

### Pays-Bas

Panneau servant à indiquer les ralentisseurs en Belgique et aux Pays-Bas

Les ralentisseurs peuvent avoir deux hauteurs différentes (12 ou 8 cm) suivant la vitesse autorisée dans l'axe où ils sont installés.

### Royaume-Uni
Le Royaume-Uni a instauré différentes règles concernant la forme des ralentisseurs.
En 2003, le président du London Ambulance Service, Sigurd Reinton, a affirmé que les retards causés par les ralentisseurs étaient responsables de jusqu’à 500 décès évitables dus à un arrêt cardiaque chaque année. Il a par la suite nié cette déclaration.

### Suède
En Suède, une évaluation du stress rachidien chez les conducteurs d’autobus par rapport à la norme ISO 2631-5 a exigé pour des raisons de santé que les chauffeurs d’autobus évitent certaines rues jusqu’à ce que les bosses soient modifiées et que la vitesse maximale acceptable soit réduite à 10 kilomètres à l’heure (6,2 mi/h ; 2,8 m/s) sur une rue pour les conducteurs qui rencontrent 150 bosses par jour.